# Giacomo (nome)
Giacomo  è un nome proprio di persona italiano maschile.

## Varianti
- Maschili: Jacomo[2], Giacobbe[1][2][4][5], Jacopo/Iacopo[1][2][4], Giaime
  - Alterati: Giacomino[2][4], Giacominuccio[4], Giacometto[2], Giacomello[2]
  - Ipocoristici: Mino[2], Como[2]
- Femminili: Giacoma[2][4][5]
  - Alterati: Giacomina[2]

### Varianti in altre lingue
Data la comune origine di Giacomo e Giacobbe, qui sono riportate solo le forme in altre lingue derivate dal latino Iacomus; tutte quelle derivate dalla forma Iacobus sono dettagliate nella voce Giacobbe; si noti che, nelle lingue dove non esiste tale distinzione, il nome "Giacomo" è correttamente tradotto con la rispettiva forma del nome "Giacobbe".
- Aragonese: Chaime
- Asturiano: Xaime
- Catalano: Jaume[1]
  - Alterati: Jaumet[1]
- Francese: Jacques[1][2][6]
  - Ipocoristici: Jacquot, Jacquet, Jack, Jacky
- Francese antico: James[3]
- Galiziano: Xaime, Iago
- Hawaiiano: Kimo[1]
- Inglese: James[1][2][3], Jaymes[1]
  - Ipocoristici: Jamie[1], Jamey[1], Jay[1], Jem[1], Jemmy[1], Jim[1], Jimmy, Jack, Jacky, Jake
- Irlandese: Séamus[1], Seamus, Séamas[1], Sheamus[1], Shamus[1]
- Latino: Iacōmus[1], Jacōmus[3]
- Ligure: Giacomo[7]
  - Ipocoristici: Giaco, Giacomin, Mino, Momin
- Lombardo: Jacom[8]
- Māori: Hemi[1]
- Portoghese: Jaime[1]
- Scozzese: Seumas[1]
  - Ipocoristici: Jamie[1]
- Spagnolo: Jaime[1][2][3], Iago
- Valenciano: Jaume

## Origine e diffusione

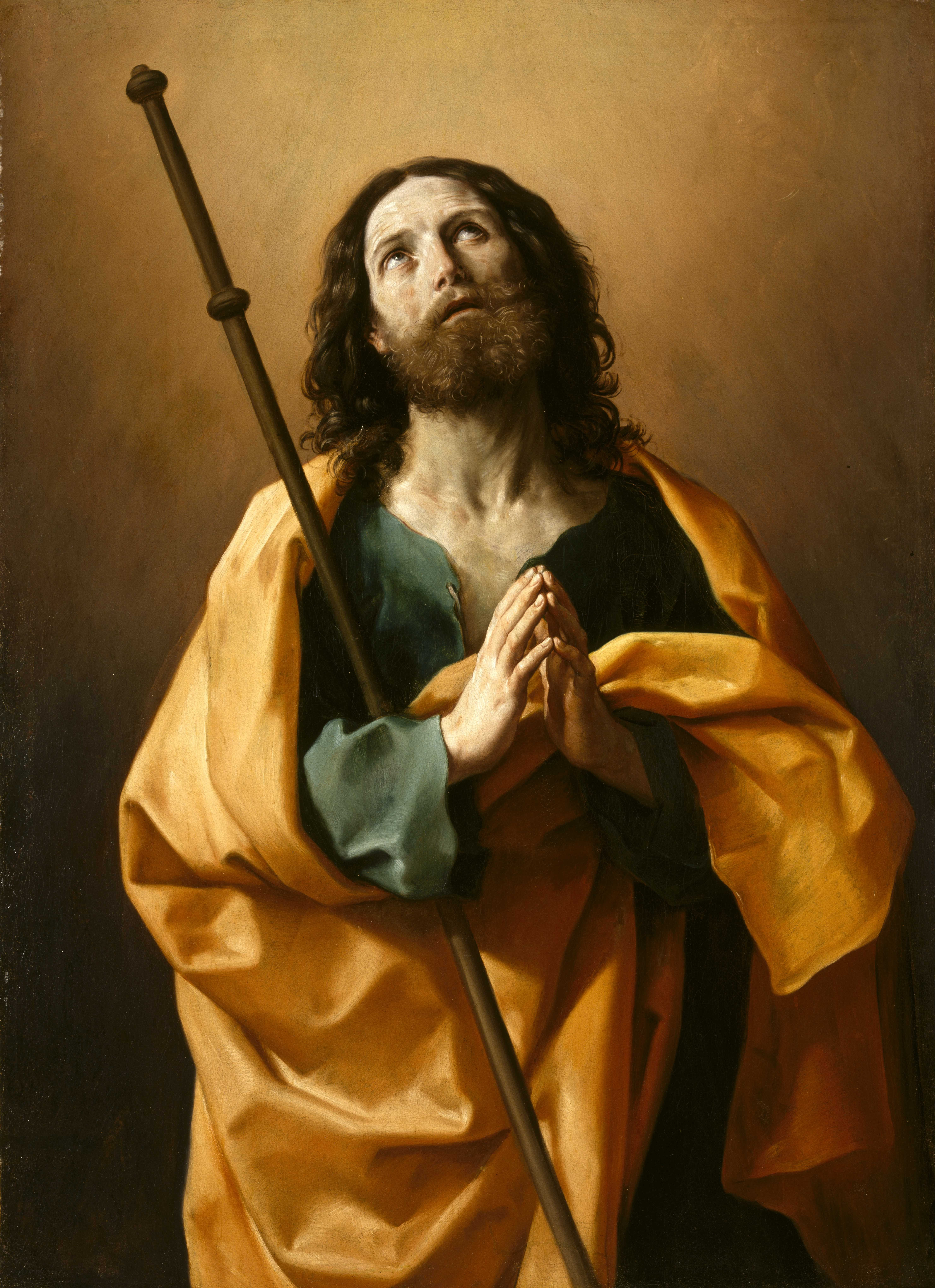
Giacomo il Maggiore in un dipinto di Guido Reni

Deriva dal tardo latino Iacōmus, un diverso adattamento (rispetto a Iacobus) del greco biblico Ιακωβος (Iakobos), usato nel Nuovo Testamento per tradurre il nome ebraico יַעֲקֹב (Ya'aqov). L'etimologia del nome è dubbia; potrebbe essere un nome teoforico col significato di "Dio ha protetto", oppure voler dire "colui che soppianta" o "colui che afferra per il calcagno".
Il nome ebraico Ya'aqov è portato da diversi personaggi biblici, sia nell'Antico Testamento, sia nel Nuovo. Nella maggioranza delle lingue moderne, il nome si è evoluto con una sola forma, e gli uni e gli altri sono noti con lo stesso nome; in italiano e in una manciata di altre lingue (come l'inglese o lo spagnolo), invece, Ya'aqov si è evoluto in due forme distinte, Giacomo e Giacobbe: quest'ultima, derivata dal latino Iacobus, è utilizzata nell'Antico Testamento, e identifica il patriarca Giacobbe, mentre nel Nuovo Testamento ha preso piede la forma "Giacomo", derivata da un più tardo adattamento latino, Iacomus, con la quale sono noti due degli apostoli di Gesù, Giacomo il Maggiore (a cui, tra l'altro, fa riferimento il nome spagnolo "Santiago") e Giacomo il Minore, oltre che altri personaggi.
In italiano il nome gode di buonissima diffusione, al contrario di Giacobbe, che è raro; l'inglese James, usato in Inghilterra a partire dal XIII secolo, finì per essere più comune in Scozia, venendo portato anche da diversi sovrani scozzesi.
Una nota a parte merita la forma francese Jacques che, seppure derivata da Iacobus, viene ad oggi considerata equivalente a Giacomo (o James). Essa viene usata tradizionalmente per indicare il contadino, per via del soprannome di Jacques Bonhomme ("Giacomo Buonuomo") dato dai nobili, non senza un'allusione spregiativa, al tipico contadino francese nel Medioevo; da tale termine prese il nome di Jacquerie l'insurrezione contadina scoppiata nel 1358 nella regione dell'Oise, durante la Guerra dei cent'anni; il termine passò poi ad indicare genericamente una violenta sollevazione popolare.
Dal lungo e faticoso cammino dei pellegrini diretti al santuario spagnolo di Santiago di Compostela è forse derivato il modo di dire "le gambe mi fanno giacomo giacomo" (che potrebbe altresì avere un'origine onomatopeica, dal suono giac giac che farebbero le ginocchia quando sono stanche, o derivare anch'essa dalla figura stereotipata di Jacques Bonhomme, con la sua andatura barcollante).

## Onomastico
L'onomastico viene festeggiato generalmente in memoria di san Giacomo il Maggiore (25 luglio, 9 ottobre per gli ortodossi) o di san Giacomo il Minore (3 maggio, 23 ottobre per gli ortodossi). Sono altresì moltissimi i santi e i beati con questo nome, fra i quali si possono citare, alle date seguenti:
- 15 gennaio, beato Giacomo l'Elemosiniere, terziario[12]
- 16 gennaio, san Giacomo d'Assiria, protovescovo di Tarantasia[12]
- 7 febbraio, beato Giacomo Salès, gesuita, uno dei martiri di Aubenas[12]
- 3 marzo, beato Giacomino de' Canepacci, carmelitano[13]
- 21 marzo, san Giacomo il Confessore, martire a Costantinopoli[12]
- 17 aprile, beato Giacomo da Cerqueto, sacerdote agostiniano
- 27 aprile, beato Giacomo Illirico (Varingez) da Bitetto, frate francescano[12]
- 6 maggio, san Giacomo, martire con san Martino a Lambesa in Numidia nel 259[12]
- 25 maggio, beato Giacomo Filippo Bertoni, sacerdote servita
- 8 giugno, san Giacomo Berthieu, missionario gesuita, martire in Madagascar[12]
- 9 luglio, san Giacomo Zaho Quanxin, martire in Cina[12]
- 15 luglio, san Giacomo, vescovo di Nisibi[12]
- 27 luglio, beato Giacomo Papocchi, detto il "Murato" da Montieri, eremita[12]
- 28 luglio, san Giacomo Ilario (Emanuele) Barbal Cosàn, religioso e martire a Tarragona[12]
- 12 agosto, san Giacomo Đỗ Mai Năm, sacerdote e martire a Nam Dinh[12]
- 17 agosto, san Giacomo Kyuhei Gorobioye Tomonaga, sacerdote domenicano, martire a Nagasaki[12]
- 18 agosto, beato Giacomo Falgarona Vilanova, seminarista Claretiano, martire a Barbastro
- 23 agosto, beato Giacomo Bianconi, sacerdote domenicano
- 21 settembre, san Giacomo Chastan, sacerdote della Società per le missioni estere di Parigi, martire in Corea del Sud[12]
- 20 ottobre, beato Giacomo Strepa, arcivescovo francescano di Halyč[12]
- 20 ottobre, beato Giacomo Kern, sacerdote premostratense
- 23 ottobre, san Giacomo, presbitero e martire in Persia con san Giovanni[12]
- 26 novembre, beato Giacomo Alberione, sacerdote e fondatore di numerose congregazioni religiose[12]
- 27 novembre, san Giacomo l'Interciso (il Solitario), martire in Persia[12]
- 28 novembre, san Giacomo della Marca, religioso francescano[12]
- 29 novembre, san Giacomo di Osroena, vescovo di Sarug[12]

## Persone

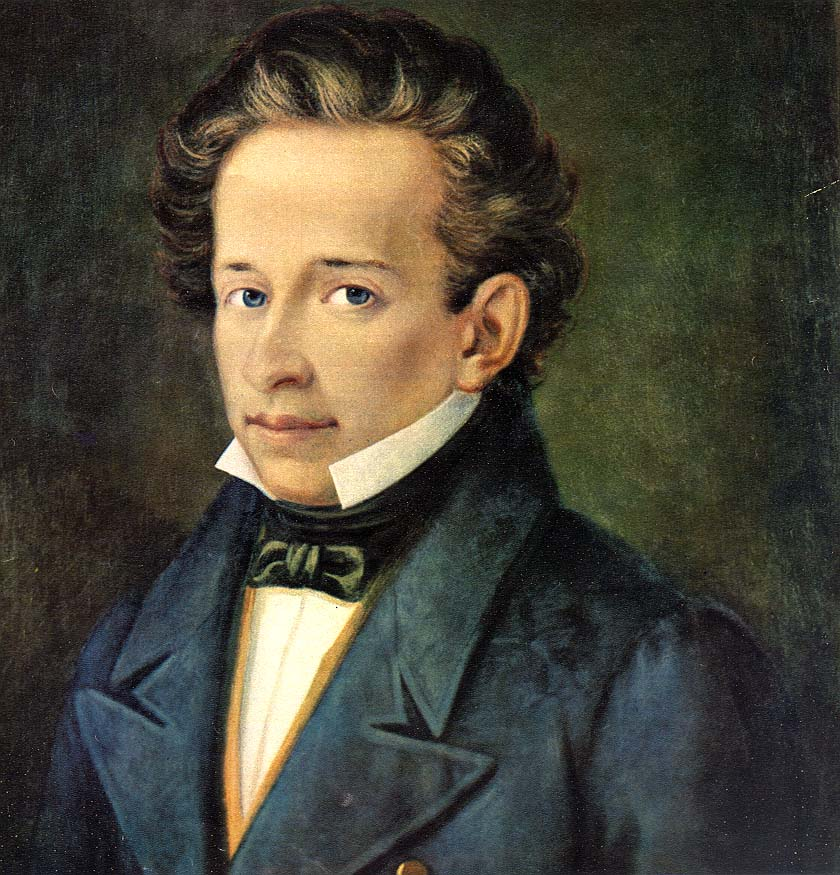
Giacomo Leopardi

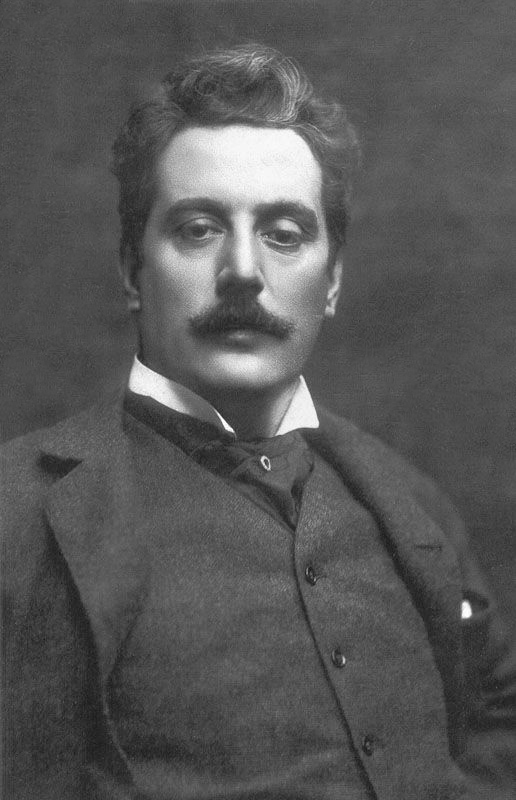
Giacomo Puccini

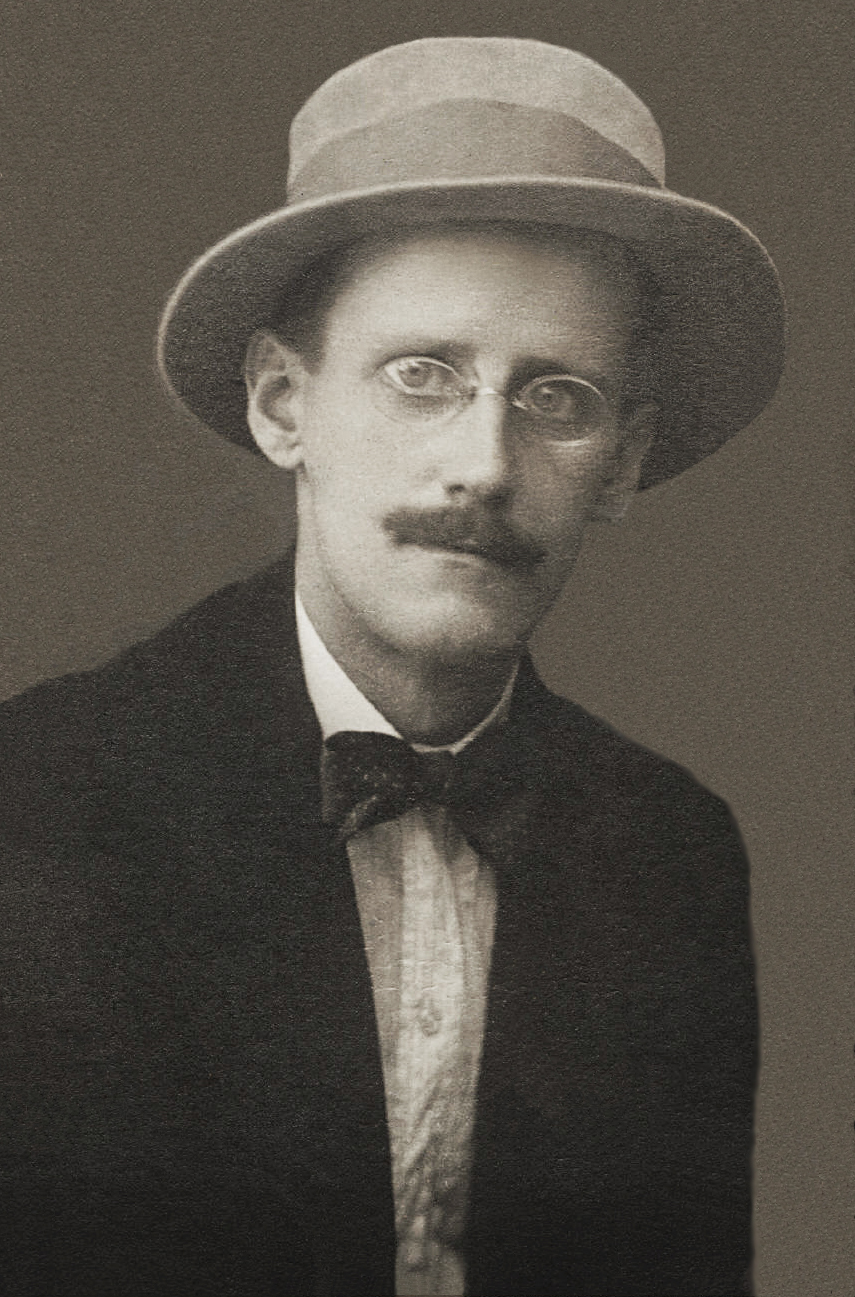
James Joyce

Jacques Chirac

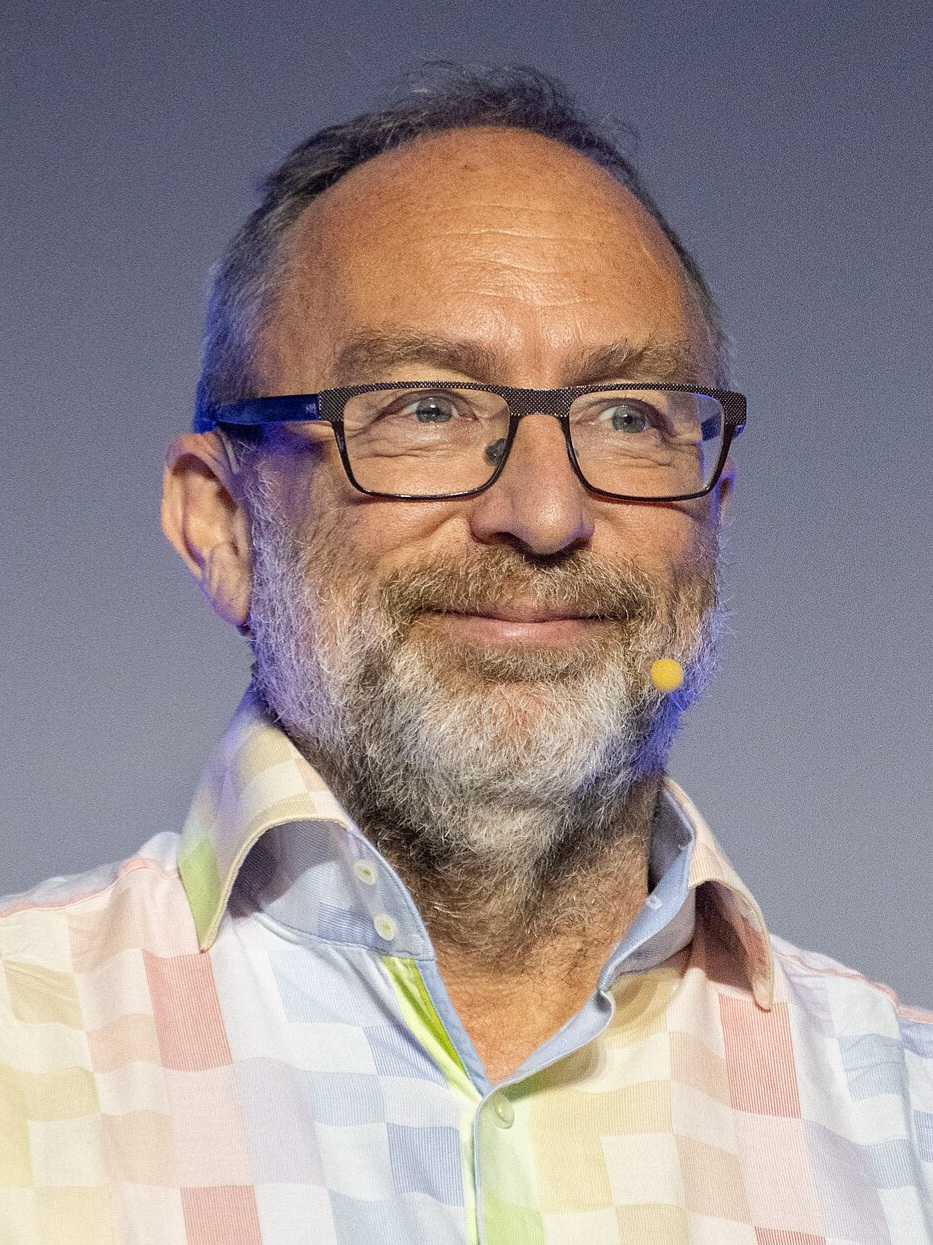
Jimmy Wales

- Giacomo I d'Aragona, detto il Conquistatore, re d'Aragona, di Valencia e di Maiorca
- Giacomo II di Aragona, detto il Giusto, re d'Aragona e di Valencia e Conte di Barcellona
- Giacomo I d'Inghilterra, Re d'Inghilterra, di Scozia e d'Irlanda
- Giacomo II d'Inghilterra, re d'Inghilterra, di Scozia e d'Irlanda
- Giacomo Acerbo, economista e politico italiano
- Giacomo Alberione, presbitero ed editore italiano
- Giacomo Boncompagni, marchese di Vignola, duca di Sora, Arce, Arpino ed Aquino
- Giacomo Attendolo, condottiero e capitano di ventura italiano
- Giacomo Balla, pittore, scultore e scenografo italiano
- Giacomo Casanova, avventuriero, scrittore, poeta, alchimista, diplomatico, filosofo e agente segreto italiano
- Giacomo Gambera, religioso e missionario italiano.
- Giacomo Gastaldi, cartografo italiano
- Giacomo Jaquerio pittore italiano
- Giacomo Leopardi, poeta, filosofo, scrittore, filologo e glottologo italiano
- Giacomo Malatesta, condottiero italiano
- Giacomo Margotti, presbitero e giornalista italiano
- Giacomo Matteotti, politico, giornalista e antifascista italiano
- Giacomo Medici, generale e politico italiano
- Giacomo Meyerbeer, compositore tedesco
- Giacomo Poretti, comico, attore, sceneggiatore e regista italiano
- Giacomo Puccini, compositore italiano
- Giacomo Quarenghi, architetto e pittore italiano
- Giacomo Sessa, generale, patriota, pittore e nobile italiano
- Giacomo Torelli, scenografo, ingegnere e architetto italiano
- Giacomo Zanella, presbitero, poeta e traduttore italiano

### Variante James
- James Avery, attore e doppiatore statunitense
- James Blunt, cantautore britannico
- James Dean, attore statunitense
- James Hetfield, chitarrista e cantante statunitense
- James Hunt, pilota automobilistico e commentatore televisivo britannico
- James Joyce, scrittore, poeta e drammaturgo irlandese
- James Madison, presidente degli Stati Uniti
- James Prescott Joule, fisico britannico
- James Watt, matematico e ingegnere britannico

### Variante Jacques
- Jacques Anquetil, ciclista su strada francese
- Jacques Brel, cantautore e compositore belga
- Jacques Chirac, politico e funzionario francese
- Jacques-Yves Cousteau, esploratore, navigatore, militare, regista e oceanografo francese
- Jacques-Louis David, pittore e politico francese
- Jacques Derrida, filosofo francese
- Jacques Villeneuve, pilota automobilistico canadese

### Variante Jaime
- Jaime Alguersuari, pilota automobilistico spagnolo
- Jaime Baço, pittore spagnolo
- Jaime Bayly, scrittore, giornalista e presentatore televisivo peruviano
- Jaime Guzmán, politico e giurista cileno
- Jaime Hernandez, fumettista e disegnatore statunitense
- Jaime Lerner, architetto, urbanista e politico brasiliano
- Jaime Roldós Aguilera, politico ecuadoriano
- Jaime St. James, cantante statunitense

### Variante Jaume
- Jaume Balagueró, regista spagnolo
- Jaume Cabré, scrittore e sceneggiatore spagnolo
- Jaume Collet-Serra, regista e produttore cinematografico spagnolo
- Jaume Ferran i Clua, batteriologo spagnolo
- Jaume Huguet, pittore spagnolo
- Jaume Plensa, scultore spagnolo

### Variante Jim
- Jim Belushi, comico, attore, musicista e produttore cinematografico statunitense
- Jim Carrey, comico e attore canadese naturalizzato statunitense
- Jim Jarmusch, regista, sceneggiatore, attore e produttore cinematografico statunitense
- Jim Morrison, cantautore e poeta statunitense

### Variante Jimmy
- Jimmy Carter, politico statunitense
- Jimmy Connors, tennista e allenatore di tennis statunitense
- Jimmy Page, chitarrista e compositore britannico
- Jimmy Wales, imprenditore statunitense

### Altre varianti maschili
- Séamus Coleman, calciatore irlandese
- Seamus Dever, attore statunitense
- Seamus Heaney, poeta irlandese
- Seumas O'Kelly, scrittore, drammaturgo e giornalista irlandese

### Varianti femminili
- Giacomina di Bueil, contessa di Moret, una delle amanti del re Enrico IV di Francia
- Giacomina di Hainaut, duchessa di Baviera-Straubing, contessa di Hainaut e d'Olanda
- Giacometta di Lussemburgo, duchessa consorte di Bedford, poi baronessa consorte e infine contessa consorte di Rivers
- Giacoma de Settesoli, terziaria francescana italiana
- Giacoma Limentani, traduttrice, scrittrice e saggista italiana

## Il nome nelle arti
- Giacomino è il nome italianizzato del protagonista della fiaba Il fagiolo magico, anche se l'originale è chiamato Jack (che deriva da Giovanni o, secondo altri, da Giacomo).
- Giacomino Delisi è uno dei personaggi della commedia Pensaci, Giacomino! di Luigi Pirandello, scritta nel 1917
- Giacomo Uncino (James Hook in lingua originale) è il principale antagonista dell'opera di Peter Pan.
- James Bond è l'agente segreto creato dallo scrittore Ian Fleming.
- Giacometta è una maschera popolare torinese, compagna di Gianduja.
- Giacomo Aghios e Giacomo Bacis sono i protagonisti del racconto incompiuto Corto viaggio sentimentale di Italo Svevo.
- James Howlett, conosciuto come Logan, è il vero nome dell'X-Man e supereroe canadese Wolverine.
- James è un personaggio della serie di romanzi e film Twilight, creata da Stephenie Meyer.
- Jim Houseman è un personaggio del videogioco Metal Gear Solid.
- James è un personaggio della serie televisiva The End of the F***ing World.
- James Potter è un personaggio della serie di romanzi fantasy Harry Potter (padre del protagonista), scritti da J.K. Rowling.
- Jim Clancy è un personaggio della serie televisiva Ghost Whisperer - Presenze.
- James è un personaggio della serie Pokémon, facente parte del Team Rocket.
- James Sullivan è un mostro protagonista dei film di Monsters & Co..
- Motivator Jim è un personaggio della serie televisiva Mario.